# Liste der Kulturdenkmäler in Wiesbaden-Nordost
Die folgende Liste enthält die in der Denkmaltopographie ausgewiesenen Kulturdenkmäler auf dem Gebiet Stadt Wiesbaden, Ortsbezirk Nordost in Hessen. Diese Liste umfasst die Gebäude des Ortsbezirk ohne die in einer eigenen Liste aufgeführten Villengebiete im Norden und Osten der Stadt, die Kulturdenkmäler auf dem Nordfriedhof sowie die zur Gesamtanlage „Eigene Scholle“ gehörenden Bauwerke.
Hinweis: Die Reihenfolge der Denkmäler in dieser Liste orientiert sich zunächst an Ortsbezirken und anschließend den Straßennamen.
Grundlage ist die Veröffentlichung der Hessischen Denkmalliste, die auf Basis des Denkmalschutzgesetzes vom 5. September 1986 erstmals erstellt und seither laufend ergänzt wurde. Ein Teil dieser Listen ist zusammen mit einer ausführlichen Beschreibung auf der Webseite denkxweb.denkmalpflege-hessen.de einzusehen.

## Aarstraße
| Bild | Bezeichnung | Lage                                                       | Beschreibung                                                                                        | Bauzeit | Daten |
| ---- | ----------- | ---------------------------------------------------------- | --------------------------------------------------------------------------------------------------- | ------- | ----- |
|      |             | Aarstraße 2 LageFlur: 20, Flurstück: 182/2                 | Das Objekt gehört zu der Gesamtanlage: Nordwestliche Villengebiete Architekt/Planer: Wilhelm Lieser | 1903    |       |
|      |             | Aarstraße 4 LageFlur: 20, Flurstück: 181/2                 | Das Objekt gehört zu der Gesamtanlage: Nordwestliche Villengebiete Architekt/Planer: Carl Dormann   | 1895    |       |
|      |             | Aarstraße 6 LageFlur: 20, Flurstück: 180/8                 | Das Objekt gehört zu der Gesamtanlage: Nordwestliche Villengebiete Architekt/Planer: Wilhelm Lieser | 1904    |       |
|      |             | Aarstraße 10 / Lahnstraße 9 LageFlur: 20, Flurstück: 180/2 | Das Objekt gehört zu der Gesamtanlage: Nordwestliche Villengebiete Architekt/Planer: Alfred Burck   | 1912    |       |
|      |             | Aarstraße 26/28 LageFlur: 20, Flurstück: 167/16,167/14     | Das Objekt gehört zu der Gesamtanlage: Nordwestliche Villengebiete Architekt/Planer: Friedrich Rock | 1898    |       |

## Adamstal
| Bild                                       | Bezeichnung  | Lage                                        | Beschreibung | Bauzeit | Daten |
| ------------------------------------------ | ------------ | ------------------------------------------- | --- | ------- | ----- |
| Waldhäuschen                               | Waldhäuschen | Adamstal LageFlur: 22, Flurstück: 1/1       | Das im Stile eines Landhauses errichtete ehemalige Ausflugslokal „Waldhäuschen“ bzw. „Waldhaus Adamstal“ beherbergt heute das Restaurant „Villa im Tal“                                              | 1896    |       |
| Restaurant Fischzucht in Wiesbaden-Nordost | Fischzucht   | Adamstal LageFlur: 23, Flurstück: 52/5,52/8 | 1864 gegründete Fischzucht, 1872 um ein erstes Restaurationsgebäude ergänzt. Das heutige Restaurant im Schweizerhausstil stammt von 1894, seit den 1980er-Jahren werden keine Fische mehr gezüchtet. | 1894    |       |

## Albrecht-Dürer-Anlage
| Bild                                                     | Bezeichnung      | Lage                                               | Beschreibung | Bauzeit | Daten |
| -------------------------------------------------------- | ---------------- | -------------------------------------------------- | --- | ------- | ----- |
| Albrecht-Dürer-Anlage, Pergola (Zustand 2016), Wiesbaden | Pergola          | Albrecht-Dürer-Anlage LageFlur: 140, Flurstück: 74 | Das Objekt gehört zu der Gesamtanlage: Albrecht-Dürer-Anlage |         |       |
| Kesselbachbrücke                                         | Kesselbachbrücke | Albrecht-Dürer-Anlage LageFlur: 139, Flurstück: 74 | Das Objekt gehört zu der Gesamtanlage: Albrecht-Dürer-Anlage Oberhalb des unteren Weihers des Kesselbachs gelegene einzige Brücke innerhalb der Albrecht-Dürer-Anlage | 1909    |       |

## Bachmayerstraße
| Bild | Bezeichnung | Lage                                           | Beschreibung                                                                                   | Bauzeit | Daten |
| ---- | ----------- | ---------------------------------------------- | ---------------------------------------------------------------------------------------------- | ------- | ----- |
|      |             | Bachmayerstraße 7 LageFlur: 157, Flurstück: 37 | Das Objekt gehört zu der Gesamtanlage: Nordwestliche Villengebiete Architekt/Planer: Adam Gräf | 1903    |       |

## Bornhofenweg
| Bild                   | Bezeichnung            | Lage              | Beschreibung                                                                                   | Bauzeit   | Daten |
| ---------------------- | ---------------------- | ----------------- | ---------------------------------------------------------------------------------------------- | --------- | ----- |
| Gesamtanlage Walkmühle | Gesamtanlage Walkmühle | Bornhofenweg Lage | Das Objekt gehört zu der Gesamtanlage: Walkmühle Architekt/Planer: Wilhelm Ippel, Albert Wolff | 1867–1908 |       |

## Emser Straße
| Bild | Bezeichnung | Lage                                            | Beschreibung                                                                                           | Bauzeit | Daten |
| ---- | ----------- | ----------------------------------------------- | --- | ------- | ----- |
|      |             | Emser Straße 1 LageFlur: 75, Flurstück: 18      | Das Objekt gehört zu der Gesamtanlage: Nordwestliche Villengebiete                                     | Um 1865 |       |
|      |             | Emser Straße 3 LageFlur: 75, Flurstück: 14/7    | Das Objekt gehört zu der Gesamtanlage: Nordwestliche Villengebiete                                     | 1877    |       |
|      |             | Emser Straße 11 LageFlur: 75, Flurstück: 174/13 | Das Objekt gehört zu der Gesamtanlage: Nordwestliche Villengebiete                                     | 1904    |       |
|      |             | Emser Straße 12 LageFlur: 70, Flurstück: 4/2    | Das Objekt gehört zu der Gesamtanlage: Nordwestliche Villengebiete                                     | Um 1855 |       |
|      |             | Emser Straße 13 LageFlur: 75, Flurstück: 175/13 | Das Objekt gehört zu der Gesamtanlage: Nordwestliche Villengebiete Architekt/Planer: Albert Wolff      | 1903    |       |
|      |             | Emser Straße 15 LageFlur: 75, Flurstück: 12     | Das Objekt gehört zu der Gesamtanlage: Nordwestliche Villengebiete                                     | Um 1855 |       |
|      |             | Emser Straße 39 LageFlur: 72, Flurstück: 421/29 | Das Objekt gehört zu der Gesamtanlage: Nordwestliche Villengebiete Architekt/Planer: Reinhard Hildner  | 1905    |       |
|      |             | Emser Straße 43 LageFlur: 72, Flurstück: 515/23 | Das Objekt gehört zu der Gesamtanlage: Nordwestliche Villengebiete                                     | Um 1865 |       |
|      |             | Emser Straße 45 LageFlur: 72, Flurstück: 22/4   | Das Objekt gehört zu der Gesamtanlage: Nordwestliche Villengebiete                                     | Um 1860 |       |
|      |             | Emser Straße 47 LageFlur: 72, Flurstück: 21/7   | Das Objekt gehört zu der Gesamtanlage: Nordwestliche Villengebiete                                     | 1882    |       |
|      |             | Emser Straße 51 LageFlur: 72, Flurstück: 14/1   | Das Objekt gehört zu der Gesamtanlage: Nordwestliche Villengebiete Architekt/Planer: Hermann Reichwein | 1903    |       |
|      |             | Emser Straße 55 LageFlur: 72, Flurstück: 10/1   | Das Objekt gehört zu der Gesamtanlage: Nordwestliche Villengebiete                                     | 1876    |       |
|      |             | Emser Straße 75 LageFlur: 157, Flurstück: 74/2  | Das Objekt gehört zu der Gesamtanlage: Nordwestliche Villengebiete Architekt/Planer: Reinhard Hildner  | 1905    |       |

## Franz-Abt-Straße
| Bild                                                                                          | Bezeichnung | Lage                                             | Beschreibung                                                                                     | Bauzeit | Daten |
| --------------------------------------------------------------------------------------------- | ----------- | ------------------------------------------------ | ------------------------------------------------------------------------------------------------ | ------- | ----- |
|                                                                                               |             | Franz-Abt-Straße 1 LageFlur: 143, Flurstück: 12  | Das Objekt gehört zu der Gesamtanlage: Nerotal Architekt/Planer: Albert Wolff                    | 1898    |       |
|                                                                                               |             | Franz-Abt-Straße 3 LageFlur: 143, Flurstück: 13  | Das Objekt gehört zu der Gesamtanlage: Nerotal Architekt/Planer: Wilhelm Boué                    | 1898    |       |
|                                                                                               |             | Franz-Abt-Straße 5 LageFlur: 143, Flurstück: 14  | Das Objekt gehört zu der Gesamtanlage: Nerotal Architekt/Planer: Wilhelm Boué                    | 1898    |       |
| 1883 im Stil des Historismus (Spätklassizismus mit Neorenaissance) als Mietetagenvilla erbaut |             | Franz-Abt-Straße 6 LageFlur: 143, Flurstück: 24  | Das Objekt gehört zu der Gesamtanlage: Nerotal Architekt/Planer: Maurermeister Heinrich Eckerlin | 1883    |       |
| ab 1883 im Stil des Historismus (Spätklassizismus mit Neorenaissance) erbaute Mietetagenvilla |             | Franz-Abt-Straße 10 LageFlur: 143, Flurstück: 23 | Das Objekt gehört zu der Gesamtanlage: Nerotal                                                   | 1883    |       |
| ab 1886 im Stil des Historismus (Neorenaissance) als Mietetagenvilla erbaut                   |             | Franz-Abt-Straße 12 LageFlur: 143, Flurstück: 22 | Das Objekt gehört zu der Gesamtanlage: Nerotal Architekt/Planer: Georg Schlink                   | 1886    |       |
|                                                                                               |             | Franz-Abt-Straße 14 LageFlur: 143, Flurstück: 21 | Das Objekt gehört zu der Gesamtanlage: Nerotal Architekt/Planer: Heinrich Ph. Franke             | 1885    |       |

## Friedrich-Lang-Straße
| Bild                             | Bezeichnung                  | Lage                                                           | Beschreibung                                                                                 | Bauzeit | Daten |
| -------------------------------- | ---------------------------- | -------------------------------------------------------------- | -------------------------------------------------------------------------------------------- | ------- | ----- |
| Stützmauer von 1911              | Treppenanlage und Stützmauer | Friedrich-Lang-Straße LageFlur: 31, Flurstück: 2/2             | Das Objekt gehört zu der Gesamtanlage Nerotal                                                | 1911    |       |
| erbaut 1910–1911 im Cottage-Stil |                              | Friedrich-Lang-Straße 1/3 LageFlur: 31, Flurstück: 898/2,886/2 | Das Objekt gehört zu der Gesamtanlage Nerotal Architekt: Albert Wolff (in Büro Lang & Wolff) | 1910    |       |

## Gustav-Adolf-Straße
| Bild | Bezeichnung | Lage                                                 | Beschreibung                                                                       | Bauzeit | Daten |
| ---- | ----------- | ---------------------------------------------------- | ---------------------------------------------------------------------------------- | ------- | ----- |
|      |             | Gustav-Adolf-Straße 5 LageFlur: 75, Flurstück: 155/2 | Das Objekt gehört zu der Gesamtanlage: Philippsberg Architekt/Planer: Albert Wolff | 1887    |       |

## Heinrichsberg
| Bild                                                                        | Bezeichnung | Lage                                            | Beschreibung                                                                      | Bauzeit | Daten |
| --------------------------------------------------------------------------- | ----------- | ----------------------------------------------- | --------------------------------------------------------------------------------- | ------- | ----- |
| erbaut 1892/93 im Stil des Historismus (Neorenaissance) als Mietetagenvilla |             | Heinrichsberg 4 LageFlur: 79, Flurstück: 127/27 | Das Objekt gehört zu der Gesamtanlage: Nerotal Architekt/Planer: Zais & Wojtowski | 1892    |       |

## Herzogsweg
| Bild          | Bezeichnung   | Lage                                       | Beschreibung                                                                         | Bauzeit | Daten |
| ------------- | ------------- | ------------------------------------------ | ------------------------------------------------------------------------------------ | ------- | ----- |
| Haus Hoffmann | Haus Hoffmann | Herzogsweg 4 LageFlur: 31, Flurstück: 86/2 | Das Objekt gehört zu der Gesamtanlage: Nerotal Architekt/Planer: Johann Wilhelm Lehr | 1927    |       |

## Hinteres Nerotal
| Bild                                                     | Bezeichnung       | Lage                                          | Beschreibung                                                                                 | Bauzeit | Daten |
| -------------------------------------------------------- | ----------------- | --------------------------------------------- | -------------------------------------------------------------------------------------------- | ------- | ----- |
| Denkmal für den Landesgeologen Dr. Carl Koch (1827–1882) | Carl-Koch-Denkmal | Hinteres Nerotal LageFlur: 1, Flurstück: 8    | Denkmal für den Landesgeologen Carl Koch (1827–1882), gestaltet vom Bildhauer Hermann Schies | 1883    |       |
| Leichtweißhöhle                                          | Leichtweißhöhle   | Hinteres Nerotal LageFlur: 1, Flurstück: 23/3 | Höhle eines Wilddiebs, später als Ausflugsziel ausgebaut                                     | 1856    |       |

## Kleine Weinbergstraße
| Bild | Bezeichnung | Lage                                                  | Beschreibung                                                                  | Bauzeit | Daten |
| ---- | ----------- | ----------------------------------------------------- | ----------------------------------------------------------------------------- | ------- | ----- |
|      |             | Kleine Weinbergstraße 2 LageFlur: 31, Flurstück: 16/1 | Das Objekt gehört zu der Gesamtanlage: Nerotal Architekt/Planer: Albert Wolff | 1906    |       |

## Klingerstraße
| Bild | Bezeichnung | Lage                                           | Beschreibung                                          | Bauzeit | Daten |
| ---- | ----------- | ---------------------------------------------- | ----------------------------------------------------- | ------- | ----- |
|      |             | Klingerstraße 1 LageFlur: 28, Flurstück: 102/2 | Das Objekt gehört zu der Gesamtanlage: Platter Straße | Um 1907 |       |
|      |             | Klingerstraße 3 LageFlur: 28, Flurstück: 101/1 | Das Objekt gehört zu der Gesamtanlage: Platter Straße | 1907    |       |

## Knausstraße
| Bild | Bezeichnung | Lage                                          | Beschreibung                                                                        | Bauzeit | Daten |
| ---- | ----------- | --------------------------------------------- | ----------------------------------------------------------------------------------- | ------- | ----- |
|      |             | Knausstraße 2 LageFlur: 73, Flurstück: 154/26 | Das Objekt gehört zu der Gesamtanlage: Philippsberg Architekt/Planer: Bruno Rüdiger | 1895    |       |

## Lanzstraße
| Bild                                                                                     | Bezeichnung        | Lage                                           | Beschreibung                                                                          | Bauzeit | Daten |
| ---------------------------------------------------------------------------------------- | ------------------ | ---------------------------------------------- | ------------------------------------------------------------------------------------- | ------- | ----- |
| 'Villa Alexandra', 1890 erbaut im Stil des Historismus (Neorenaissance nordischen Stils) | Villa Alexandra    | Lanzstraße 1 LageFlur: 31, Flurstück: 469/57   | Das Objekt gehört zu der Gesamtanlage: Nerotal Architekt/Planer: Wilhelm Kaufmann     | 1890    |       |
| 1892 im Stil des Spätklassizismus errichtet                                              |                    | Lanzstraße 3 LageFlur: 31, Flurstück: 468/57   | Das Objekt gehört zu der Gesamtanlage: Nerotal Architekt/Planer: Wilhelm Kaufmann     | 1892    |       |
| 1889 im Stil des Historismus (Neorenaissance) errichtet                                  |                    | Lanzstraße 8 LageFlur: 31, Flurstück: 53/1     | Das Objekt gehört zu der Gesamtanlage: Nerotal Architekt/Planer: Hermann Frorath      | 1889    |       |
|                                                                                          |                    | Lanzstraße 10 LageFlur: 31, Flurstück: 53/2    | Das Objekt gehört zu der Gesamtanlage: Nerotal Architekt/Planer: Hermann Frorath      | 1890    |       |
|                                                                                          |                    | Lanzstraße 14 LageFlur: 31, Flurstück: 1065/52 | Das Objekt gehört zu der Gesamtanlage: Nerotal Architekt/Planer: Stanislaus Wojtowski | 1902    |       |
|                                                                                          |                    | Lanzstraße 16 LageFlur: 31, Flurstück: 1064/31 | Das Objekt gehört zu der Gesamtanlage: Nerotal Architekt/Planer: Stanislaus Wojtowski | 1902    |       |
|                                                                                          |                    | Lanzstraße 18 LageFlur: 31, Flurstück: 1074/52 | Das Objekt gehört zu der Gesamtanlage: Nerotal Architekt/Planer: Stanislaus Wojtowski | 1903    |       |
| Haus Bredow                                                                              | Haus Bredow        | Lanzstraße 23 LageFlur: 31, Flurstück: 86/5    | Das Objekt gehört zu der Gesamtanlage: Nerotal Architekt/Planer: Johann Wilhelm Lehr  | 1936/37 |       |
|                                                                                          |                    | Lanzstraße 33 LageFlur: 31, Flurstück: 810/88  | Das Objekt gehört zu der Gesamtanlage: Nerotal Architekt/Planer: Paul A. Jacobi       | 1899    |       |
| Villa Kapellenthal, 1901/02 im Stil des Historismus (Landhausstil) errichtet             | Villa Kapellenthal | Lanzstraße 41 LageFlur: 31, Flurstück: 998/92  | Das Objekt gehört zu der Gesamtanlage: Nerotal Architekt/Planer: Paul A. Jacobi       | 1901    |       |

## Münzberg
| Bild                                                                                             | Bezeichnung     | Lage                                  | Beschreibung | Bauzeit   | Daten |
| ------------------------------------------------------------------------------------------------ | --------------- | ------------------------------------- | ------------ | --------- | ----- |
| Münzbergstollen, Architekt: Ernst Winter, 1875–1888 errichteter ältester Wiesbadener Tiefstollen | Münzbergstollen | Münzberg LageFlur: 1, Flurstück: 23/1 |              | 1875–1888 |       |

## Neroberg
| Bild | Bezeichnung         | Lage                                                            | Beschreibung                                                                                           | Bauzeit   | Daten |
| --- | ------------------- | --------------------------------------------------------------- | --- | --------- | ----- |
| Weinberg | Weinberg            | Neroberg LageFlur: 31, Flurstück: 2/3, 3/5, 1057/3              | Das Objekt gehört zu der Gesamtanlage: Nerotal                                                         |           |       |
| weitere Bilder | Monopteros          | Neroberg LageFlur: 1, Flurstück: 19/29                          | Das Objekt gehört zu der Gesamtanlage: Nerotal Architekt/Planer: Philipp Hoffmann                      | 1851      |       |
| weitere Bilder | Griechische Kapelle | Neroberg LageFlur: 1, Flurstück: 18                             | Das Objekt gehört zu der Gesamtanlage: Nerotal Architekt/Planer: Philipp Hoffmann                      | 1849–1855 |       |
| erbaut um 1855, altrussische Bauweise mit Neorenaissance und Spätklassizismus                                               | Pfarrhaus           | Neroberg / Christian-Spielmann-Weg 2 LageFlur: 1, Flurstück: 17 | Das Objekt gehört zu der Gesamtanlage: Nerotal Architekt/Planer: Philipp Hoffmann                      | Um 1855   |       |
| weitere Bilder | Russischer Friedhof | Neroberg LageFlur: 1, Flurstück: 16                             | Das Objekt gehört zu der Gesamtanlage: Nerotal                                                         | Ab 1855   |       |
| Ehem. Neroberghotel | Ehem. Neroberghotel | Neroberg LageFlur: 1, Flurstück: 19/21                          | Das Objekt gehört zu der Gesamtanlage: Nerotal                                                         | 1880–1900 |       |
| weitere Bilder | Opelbad             | Neroberg LageFlur: 31, Flurstück: 3/3                           | Das Objekt gehört zu der Gesamtanlage: Nerotal Architekt/Planer: Franz Schuster                        | 1933–1934 |       |
| erbaut 1930, gewidmet den im 1. Weltkrieg Gefallenen des Füsilier-Regiments von Gerstdorff sowie seinen Kriegstruppenteilen | Gefallenen-Ehrenmal | Neroberg LageFlur: 1, Flurstück: 19/29                          | Das Objekt gehört zu der Gesamtanlage: Nerotal Architekt/Planer: Edmund Fabry/Bildhauer Arnold Hensler | 1930      |       |

## Nerobergbahn
| Bild                                          | Bezeichnung                                   | Lage                                       | Beschreibung                                   | Bauzeit | Daten |
| --------------------------------------------- | --------------------------------------------- | ------------------------------------------ | ---------------------------------------------- | ------- | ----- |
| Sachgesamtheit Nerobergbahn (Talstation)      | Sachgesamtheit Nerobergbahn (Talstation)      | Nerobergbahn LageFlur: 1, Flurstück: 19/16 | Das Objekt gehört zu der Gesamtanlage: Nerotal | 1888    |       |
| Sachgesamtheit Nerobergbahn (Bergstation)     | Sachgesamtheit Nerobergbahn (Bergstation)     | Nerobergbahn LageFlur: 1, Flurstück: 19/16 | Das Objekt gehört zu der Gesamtanlage: Nerotal | 1888    |       |
| Sachgesamtheit Nerobergbahn (Gleiskörper)     | Sachgesamtheit Nerobergbahn (Gleiskörper)     | Nerobergbahn LageFlur: 1, Flurstück: 19/16 | Das Objekt gehört zu der Gesamtanlage: Nerotal | 1888    |       |
| Sachgesamtheit Nerobergbahn (Viadukt)         | Sachgesamtheit Nerobergbahn (Viadukt)         | Nerobergbahn LageFlur: 1, Flurstück: 19/16 | Das Objekt gehört zu der Gesamtanlage: Nerotal | 1888    |       |
| Sachgesamtheit Nerobergbahn (Wagen)           | Sachgesamtheit Nerobergbahn (Wagen)           | Nerobergbahn LageFlur: 1, Flurstück: 19/16 | Das Objekt gehört zu der Gesamtanlage: Nerotal | 1888    |       |
| Sachgesamtheit Nerobergbahn (Toilettenanlage) | Sachgesamtheit Nerobergbahn (Toilettenanlage) | Nerobergbahn LageFlur: 1, Flurstück: 19/16 | Das Objekt gehört zu der Gesamtanlage: Nerotal | Um 1898 |       |

## Nerobergstraße
| Bild                                                                       | Bezeichnung | Lage                                              | Beschreibung                                                                                 | Bauzeit | Daten |
| -------------------------------------------------------------------------- | ----------- | ------------------------------------------------- | -------------------------------------------------------------------------------------------- | ------- | ----- |
| 'Villa Christine', ab 1880 im Stil des Historismus (Neorenaissance) erbaut |             | Nerobergstraße 1 LageFlur: 31, Flurstück: 325/57  | Das Objekt gehört zu der Gesamtanlage: Nerotal Architekt/Planer: Adolf Lautz                 | 1880    |       |
|                                                                            |             | Nerobergstraße 13 LageFlur: 31, Flurstück: 585/40 | Das Objekt gehört zu der Gesamtanlage: Nerotal Architekt/Planer: Bruno Rüdiger               | 1898    |       |
| weitere Bilder                                                             |             | Nerobergstraße 19 LageFlur: 31, Flurstück: 43/3   | Das Objekt gehört zu der Gesamtanlage: Nerotal Architekt/Planer: Wilhelm Kaufmann & Hatzmann | 1883    |       |
|                                                                            |             | Nerobergstraße 21 LageFlur: 31, Flurstück: 377/44 | Das Objekt gehört zu der Gesamtanlage: Nerotal Architekt/Planer: Zais & Wojtowski            | 1882    |       |
|                                                                            |             | Nerobergstraße 24 LageFlur: 31, Flurstück: 762/17 | Das Objekt gehört zu der Gesamtanlage: Nerotal Architekt/Planer: Ludwig Euler                | 1888    |       |
| 1887/88 im Stil des Historismus errichtet                                  |             | Nerobergstraße 25 LageFlur: 31, Flurstück: 460/46 | Das Objekt gehört zu der Gesamtanlage: Nerotal Architekt/Planer: Zais & Wojtowski            | 1887    |       |

## Nerotal-Anlage
| Bild                                                     | Bezeichnung                                   | Lage                                                 | Beschreibung | Bauzeit | Daten |
| -------------------------------------------------------- | --------------------------------------------- | ---------------------------------------------------- | --- | ------- | ----- |
| Nerotal-Anlage                                           | Nerotal-Anlage                                | Nerotal-Anlage LageFlur: 141/142, Flurstück: 2,3;1,2 | Das Objekt gehört zu der Gesamtanlage: Nerotal Architekt/Planer: Gartenbauarchitekt Paul Schetter                                                                              | 1897/98 |       |
| Kriegerdenkmal                                           | Kriegerdenkmal                                | Nerotal-Anlage LageFlur: 142, Flurstück: 2           | Das Objekt gehört zu der Gesamtanlage: Nerotal Architekt/Planer: Carl Krause/Bildhauer Franz Prietel                                                                           | 1909    |       |
| Schweizerhäuschen                                        | Schweizerhäuschen                             | Nerotal-Anlage LageFlur: 141, Flurstück: 2           | Das Objekt gehört zu der Gesamtanlage: Nerotal | 1897/98 |       |
| 1. Schwarzbach-Brücke (am Schweizer Häuschen)            | 1. Schwarzbach-Brücke (am Schweizer Häuschen) | Nerotal-Anlage LageFlur: 141/142, Flurstück: 2,3;1,2 | Das Objekt gehört zu der Gesamtanlage: Nerotal |         |       |
| unterhalb des Weihers gelegen, aus Felsbröcken gestaltet | 2. Schwarzbach-Brücke (am Weiher)             | Nerotal-Anlage LageFlur: 141/142, Flurstück: 2,3;1,2 | Das Objekt gehört zu der Gesamtanlage: Nerotal |         |       |
| 5. Schwarzbachbrücke                                     | 5. Schwarzbachbrücke                          | Nerotal-Anlage LageFlur: 141/142, Flurstück: 2,3;1,2 | Das Objekt gehört zu der Gesamtanlage: Nerotal |         |       |
| 6. Schwarzbachbrücke                                     | 6. Schwarzbachbrücke                          | Nerotal-Anlage LageFlur: 141/142, Flurstück: 2,3;1,2 | Das Objekt gehört zu der Gesamtanlage: Nerotal |         |       |
| Bismarck-Denkmal                                         | Bismarck-Denkmal                              | Nerotal-Anlage LageFlur: 141, Flurstück: 3           | 1966 vom Bismarckplatz (Ecke Wilhelmstraße/Frankfurter Straße) in das Nerotal versetzt Das Objekt gehört zu der Gesamtanlage: Nerotal Architekt/Planer: Bildhauer Ernst Herter | 1898    |       |
| Bodenstedt-Denkmal                                       | Bodenstedt-Denkmal                            | Nerotal-Anlage LageFlur: 141, Flurstück: 3           | Das Objekt gehört zu der Gesamtanlage: Nerotal Architekt/Planer: Bildhauer Ernst Dostal                                                                                        | 1952    |       |
| Treppenanlage                                            | Treppenanlage                                 | Nerotal-Anlage LageFlur: 141, Flurstück: 2           | Das Objekt gehört zu der Gesamtanlage: Nerotal | 1897/98 |       |

## Nördliches Nerotal
| Bild                                                                                                | Bezeichnung               | Lage                                                  | Beschreibung | Bauzeit | Daten |
| --------------------------------------------------------------------------------------------------- | ------------------------- | ----------------------------------------------------- | --- | ------- | ----- |
| Architekt/Baumeister: Felix Genzmer, erbaut 1898–1899 als letzter Abschnitt des Nördlichen Nerotals | Stützmauer und Treppenweg | Nördliches Nerotal LageFlur: 141, Flurstück: 27/1     | Das Objekt gehört zu der Gesamtanlage: Nerotal                                                                                   |         |       |
| weitere Bilder                                                                                      |                           | Nördliches Nerotal 3 LageFlur: 79, Flurstück: 44/3    | Wohnhaus von Otto Leverkus Das Objekt gehört zu der Gesamtanlage: Nerotal Architekt/Planer: Ludwig Euler                         | 1901    |       |
| |                           | Nördliches Nerotal 9 LageFlur: 79, Flurstück: 47/2    | Das Objekt gehört zu der Gesamtanlage: Nerotal                                                                                   | Um 1865 |       |
| |                           | Nördliches Nerotal 33 LageFlur: 31, Flurstück: 328/23 | Das Objekt gehört zu der Gesamtanlage: Nerotal Architekt/Planer: Wilhelm Rehbold                                                 | 1883    |       |
| |                           | Nördliches Nerotal 37 LageFlur: 31, Flurstück: 511/22 | Das Objekt gehört zu der Gesamtanlage: Nerotal                                                                                   | Um 1870 |       |
| |                           | Nördliches Nerotal 39 LageFlur: 31, Flurstück: 531/21 | Das Objekt gehört zu der Gesamtanlage: Nerotal                                                                                   | Um 1870 |       |
| weitere Bilder                                                                                      |                           | Nördliches Nerotal 41 LageFlur: 31, Flurstück: 605/20 | Das Objekt gehört zu der Gesamtanlage: Nerotal                                                                                   | 1883    |       |
| |                           | Nördliches Nerotal 43 LageFlur: 31, Flurstück: 447/16 | Das Objekt gehört zu der Gesamtanlage: Nerotal Architekt/Planer: Carl von Roeßler                                                | 1890    |       |
| |                           | Nördliches Nerotal 45 LageFlur: 31, Flurstück: 21/1   | Das Objekt gehört zu der Gesamtanlage: Nerotal Architekt/Planer: Wilhelm Rehbold erbaut im Stil des Historismus (Neorenaissance) | 1890    |       |
| |                           | Nördliches Nerotal 47 LageFlur: 31, Flurstück: 943/9  | Das Objekt gehört zu der Gesamtanlage: Nerotal Architekt/Planer: Zais & Wojtowski                                                | 1889    |       |
| Villa Sanitas                                                                                       | Villa Sanitas             | Nördliches Nerotal 55 LageFlur: 31, Flurstück: 474/8  | Das Objekt gehört zu der Gesamtanlage: Nerotal Architekt/Planer: Heinrich Ph. Franke                                             | 1885    |       |
| |                           | Nördliches Nerotal 57 LageFlur: 31, Flurstück: 560/6  | Das Objekt gehört zu der Gesamtanlage: Nerotal Architekt/Planer: Zais & Wojtowski                                                | 1894    |       |
| |                           | Nördliches Nerotal 59 LageFlur: 31, Flurstück: 1062/6 | Das Objekt gehört zu der Gesamtanlage: Nerotal Architekt/Planer: Zais & Wojtowski                                                | 1882    |       |
| |                           | Nördliches Nerotal 69 LageFlur: 31, Flurstück: 658/4  | Das Objekt gehört zu der Gesamtanlage: Nerotal Architekt/Planer: Stanislaus Wojtowski                                            | 1895    |       |
| |                           | Nördliches Nerotal 71 LageFlur: 31, Flurstück: 4/4    | Das Objekt gehört zu der Gesamtanlage: Nerotal Architekt/Planer: Stanislaus Wojtowski                                            | 1892    |       |
| |                           | Nördliches Nerotal 73 LageFlur: 31, Flurstück: 644/2  | Das Objekt gehört zu der Gesamtanlage: Nerotal Architekt/Planer: Friedrich Lang                                                  | 1901    |       |
| |                           | Nördliches Nerotal 75 LageFlur: 31, Flurstück: 643/3  | Das Objekt gehört zu der Gesamtanlage: Nerotal Architekt/Planer: Friedrich Lang                                                  | 1902    |       |

## Philippsbergstraße
| Bild | Bezeichnung | Lage                                                                       | Beschreibung                                                                                                | Bauzeit | Daten |
| ---- | ----------- | -------------------------------------------------------------------------- | --- | ------- | ----- |
|      |             | Philippsbergstraße 2 / Platter Straße 4 LageFlur: 75, Flurstück: 14/5,14/6 | Das Objekt gehört zu der Gesamtanlage: Philippsberg Architekt/Planer: Zimmermeister Heinrich Wollmerscheidt | 1991    |       |
|      |             | Philippsbergstraße 14 LageFlur: 75, Flurstück: 1/3                         | Das Objekt gehört zu der Gesamtanlage: Philippsberg Architekt/Planer: Hermann Reichwein                     | 1901    |       |
|      |             | Philippsbergstraße 15 LageFlur: 75, Flurstück: 114/4                       | Das Objekt gehört zu der Gesamtanlage: Philippsberg Architekt/Planer: Zimmermeister Heinrich Wollmerscheidt | 1884    |       |
|      |             | Philippsbergstraße 29 LageFlur: 72, Flurstück: 214/45                      | Das Objekt gehört zu der Gesamtanlage: Philippsberg                                                         | 1886    |       |
|      |             | Philippsbergstraße 31 LageFlur: 72, Flurstück: 213/43                      | Das Objekt gehört zu der Gesamtanlage: Philippsberg Architekt/Planer: Bruno Rüdiger                         | 1886    |       |

## Platte
| Bild           | Bezeichnung        | Lage                                  | Beschreibung | Bauzeit              | Daten |
| -------------- | ------------------ | ------------------------------------- | --- | -------------------- | ----- |
| weitere Bilder | Jagdschloss Platte | Platte LageFlur: 1, Flurstück: 106/33 | Architekt/Planer: Friedrich Ludwig Schrumpf | 1823–1826            |       |
| Alter Gasthof  | Alter Gasthof      | Platte LageFlur: 1, Flurstück: 32     | wohl um 1750 im Stil des Klassizismus errichtet. Es besteht jedoch keine Gewissheit darüber, wann das Gebäude errichtet wurde und wofür es ehemals genutzt wurde | Vermutlich nach 1750 |       |

## Platter Straße
| Bild                                                                        | Bezeichnung                              | Lage                                                               | Beschreibung | Bauzeit   | Daten |
| --------------------------------------------------------------------------- | ---------------------------------------- | ------------------------------------------------------------------ | --- | --------- | ----- |
| weitere Bilder                                                              | Alter Friedhof                           | Platter Straße LageFlur: 143, Flurstück:                           | Das Objekt gehört zu der Gesamtanlage: Platter Straße | 1832–1900 |       |
| weitere Bilder                                                              | Sachgesamtheit Nordfriedhof (Gräberfeld) | Platter Straße LageFlur: 1, Flurstück: 110/20,110/21,21/6          | Das Objekt gehört zu der Gesamtanlage: Platter Straße Die einzelnen Grabmäler sind in der Liste der Kulturdenkmäler in Wiesbaden-Nordost (Nordfriedhof) aufgeführt. | Ab 1877   |       |
| Hotel Oranien                                                               | Ehem. Christliches Hospiz                | Platter Straße 2 LageFlur: 75, Flurstück: 15/1                     | Das Objekt gehört zu der Gesamtanlage: Nordwestliche Villengebiete Architekt/Planer: Wilhelm Boué Das heutige Hotel Oranien wurde 1908 im Stil des Historismus (Neogotik und Neobarock) mit Jugendstilelementen für den Evangelischen Verein als gemeinnütziger Gasthof errichtet | 1908      |       |
| Pfarrhaus                                                                   | Pfarrhaus                                | Platter Straße 3 / Kellerstraße 37 LageFlur: 30, Flurstück: 161/11 | Das Objekt gehört zu der Gesamtanlage: Nordwestvorstadt Architekt/Planer: Friedrich Dormann | 1898      |       |
| weitere Bilder                                                              | Maria-Hilf-Kirche                        | Platter Straße 3 / Kellerstraße 37 LageFlur: 30, Flurstück: 161/11 | Das Objekt gehört zu der Gesamtanlage: Nordwestvorstadt Architekt/Planer: Max Meckel | 1898      |       |
|                                                                             |                                          | Platter Straße 15 LageFlur: 144, Flurstück: 61                     | Das Objekt gehört zu der Gesamtanlage: Platter Straße Architekt/Planer: Albert Wolff | 1902      |       |
|                                                                             |                                          | Platter Straße 75 LageFlur: 28, Flurstück: 5/1                     | Das Objekt gehört zu der Gesamtanlage: Platter Straße Architekt/Planer: Emil Schott Ab 1903 errichtet, kombiniert es Historismus und englischen Landhausstil | 1903      |       |
|                                                                             |                                          | Platter Straße 102 LageFlur: 29, Flurstück: 1129/67                | Das Objekt gehört zu der Gesamtanlage: Platter Straße | Um 1907   |       |
| In unmittelbarer Nähe des Nordfriedhofs gelegenes Wohn- und Betriebsgebäude |                                          | Platter Straße 176 LageFlur: 28, Flurstück: 841/16                 | Das Objekt gehört zu der Gesamtanlage: Platter Straße Architekt/Planer: Bruno Rüdiger erbaut im Stil des Historismus (Neobarock) | 1895      |       |

## Riederbergstraße
| Bild | Bezeichnung | Lage                                                        | Beschreibung                                                                                          | Bauzeit | Daten |
| ---- | ----------- | ----------------------------------------------------------- | --- | ------- | ----- |
|      |             | Riederbergstraße 1/3 LageFlur: 72, Flurstück: 420/29,419/29 | Das Objekt gehört zu der Gesamtanlage: Nordwestliche Villengebiete Architekt/Planer: Wilhelm Weygandt | 1906    |       |

## Ruhbergstraße
| Bild | Bezeichnung | Lage                                          | Beschreibung | Bauzeit | Daten |
| ---- | ----------- | --------------------------------------------- | --- | ------- | ----- |
|      |             | Ruhbergstraße 14 LageFlur: 145, Flurstück: 49 | Das Objekt gehört zu der Gesamtanlage: Ruhbergstraße Architekt/Planer: Carl Dormann In Ecklage zur Kopernikusstraße ab 1899 im Stil des Historismus errichtet | 1899    |       |

## Schützenstraße
| Bild | Bezeichnung | Lage                                                        | Beschreibung | Bauzeit | Daten |
| ---- | ----------- | ----------------------------------------------------------- | --- | ------- | ----- |
|      |             | Schützenstraße 1 LageFlur: 28, Flurstück: 796/152           | Das Objekt gehört zu der Gesamtanlage: Nordwestliche Villengebiete Architekt/Planer: Maurermeister Max Hartmann | 1902    |       |
|      |             | Schützenstraße 2 LageFlur: 28, Flurstück: 153/1             | Das Objekt gehört zu der Gesamtanlage: Nordwestliche Villengebiete Architekt/Planer: Maurermeister Max Hartmann | 1895    |       |
|      |             | Schützenstraße 4 LageFlur: 28, Flurstück: 450/153           | Das Objekt gehört zu der Gesamtanlage: Nordwestliche Villengebiete Architekt/Planer: Maurermeister Max Hartmann | 1895    |       |
|      |             | Schützenstraße 6/8 LageFlur: 28, Flurstück: 451/154,452/154 | Das Objekt gehört zu der Gesamtanlage: Nordwestliche Villengebiete Architekt/Planer: Maurermeister Max Hartmann | 1896    |       |
|      |             | Schützenstraße 10 LageFlur: 28, Flurstück: 453/154          | Das Objekt gehört zu der Gesamtanlage: Nordwestliche Villengebiete Architekt/Planer: Maurermeister Max Hartmann | 1897    |       |
|      |             | Schützenstraße 12 LageFlur: 28, Flurstück: 454/151          | Das Objekt gehört zu der Gesamtanlage: Nordwestliche Villengebiete Architekt/Planer: Maurermeister Max Hartmann | 1898    |       |

## Sonnenberger Straße
| Bild                                                   | Bezeichnung                                            | Lage                       | Beschreibung | Bauzeit | Daten |
| ------------------------------------------------------ | ------------------------------------------------------ | -------------------------- | --- | ------- | ----- |
| Verwaltungsgebäude der R+V Allgemeine Versicherungs-AG | Verwaltungsgebäude der R+V Allgemeine Versicherungs-AG | Sonnenberger Straße 2 Lage | Errichtet nach Plänen des Architekten Paul Schaeffer-Heyrothsberge. Im Erdgeschoss befand sich nach „Schultheiß am Kureck“ das „Mövenpick“-Restaurant | 1953    |       |

## Südliches Nerotal
| Bild                                                                 | Bezeichnung               | Lage                                                                     | Beschreibung                                                                                         | Bauzeit | Daten |
| -------------------------------------------------------------------- | ------------------------- | ------------------------------------------------------------------------ | --- | ------- | ----- |
|                                                                      |                           | Südliches Nerotal 2 LageFlur: 141, Flurstück: 683/2                      | Das Objekt gehört zu der Gesamtanlage: Nerotal Architekt/Planer: Albert Wolff                        | 1897    |       |
|                                                                      |                           | Südliches Nerotal 6 LageFlur: 142, Flurstück: 9                          | Das Objekt gehört zu der Gesamtanlage: Nerotal                                                       | Um 1850 |       |
| Villa Nerotal                                                        | Villa Nerotal             | Südliches Nerotal 8 LageFlur: 142, Flurstück: 8                          | Das Objekt gehört zu der Gesamtanlage: Nerotal Architekt/Planer: Heinrich Ph. Franke                 | 1884    |       |
| Villa Beau Lieu                                                      | Villa Beau Lieu           | Südliches Nerotal 16 LageFlur: 143, Flurstück: 20                        | Das Objekt gehört zu der Gesamtanlage: Nerotal                                                       | 1883    |       |
| Ehem. Kurhaus Bad Nerotal                                            | Ehem. Kurhaus Bad Nerotal | Südliches Nerotal 18 LageFlur: 142, Flurstück: 4                         | Heute Theater Thalhaus Das Objekt gehört zu der Gesamtanlage: Nerotal Architekt/Planer: Albert Wolff | 1905    |       |
|                                                                      |                           | Südliches Nerotal 22/24 LageFlur: 144, Flurstück: 9,8                    | Das Objekt gehört zu der Gesamtanlage: Nerotal Architekt/Planer: Georg Schlink                       | 1895    |       |
|                                                                      |                           | Südliches Nerotal 26/28 LageFlur: 144, Flurstück: 1,6                    | Das Objekt gehört zu der Gesamtanlage: Nerotal Architekt/Planer: Albert Wolff                        | 1895    |       |
|                                                                      |                           | Südliches Nerotal 30 LageFlur: 144, Flurstück: 5                         | Das Objekt gehört zu der Gesamtanlage: Nerotal Architekt/Planer: Bruno Rüdiger                       | 1894    |       |
|                                                                      |                           | Südliches Nerotal 32 LageFlur: 144, Flurstück: 4                         | Das Objekt gehört zu der Gesamtanlage: Nerotal Architekt/Planer: Wilhelm Rehbold                     | 1893    |       |
|                                                                      |                           | Südliches Nerotal 48 LageFlur: 141, Flurstück: 4                         | Das Objekt gehört zu der Gesamtanlage: Nerotal Architekt/Planer: Rehbold & Kraitzsch                 | 1908    |       |
|                                                                      |                           | Südliches Nerotal 50/52 LageFlur: 141, Flurstück: 18,19                  | Das Objekt gehört zu der Gesamtanlage: Nerotal Architekt/Planer: Carl Krell                          | 1901    |       |
|                                                                      |                           | Südliches Nerotal 54 / Wilhelminenstraße 39 LageFlur: 141, Flurstück: 20 | Das Objekt gehört zu der Gesamtanlage: Nerotal Architekt/Planer: Wilhelm Rehbold                     | 1907    |       |
| 1905 eklektizistisch (Historismus, Jugendstil, Heimatstil) errichtet |                           | Südliches Nerotal 56 LageFlur: 141, Flurstück: 21                        | Das Objekt gehört zu der Gesamtanlage: Nerotal Architekt/Planer: Wilhelm Rehbold                     | 1905    |       |

## Taunusstraße
| Bild                                                                                               | Bezeichnung                                                                                        | Lage                                                        | Beschreibung | Bauzeit   | Daten |
| -------------------------------------------------------------------------------------------------- | -------------------------------------------------------------------------------------------------- | ----------------------------------------------------------- | --- | --------- | ----- |
| Ehemaliges Hotel Hamburger Hof, in der Nachkriegszeit Sitz der Combined Airlift Task Force (CALTF) | Ehemaliges Hotel Hamburger Hof, in der Nachkriegszeit Sitz der Combined Airlift Task Force (CALTF) | Taunusstraße 11 / Geisberg 1 LageFlur: 83, Flurstück: 25/1  | Das Objekt gehört zu der Gesamtanlage Historisches Fünfeck. Architekt: Friedrich Lang | 1895      |       |
| | | Taunusstraße 13 / Geisberg 2 LageFlur: 81, Flurstück: 81/24 | Das Objekt gehört zu der Gesamtanlage Historisches Fünfeck. | 1891      |       |
| | | Taunusstraße 15 LageFlur: 81, Flurstück: 34/23              | Das Objekt gehört zu der Gesamtanlage Historisches Fünfeck. Das heutige „Hotel am Kochbrunnen“ wurde im Stil des Spätklassizismus errichtet. | 1868–1869 |       |
| Ehemaliges Hotel National                                                                          | Ehemaliges Hotel National                                                                          | Taunusstraße 21 LageFlur: 81, Flurstück: 33/21              | Das Objekt gehört zu der Gesamtanlage Historisches Fünfeck. Architekt: Albert Wolff | 1893      |       |
| | | Taunusstraße 25 LageFlur: 81, Flurstück: 27/13              | Das Objekt gehört zu der Gesamtanlage Historisches Fünfeck. Architekt: Julius Brahm | 1875      |       |
| | | Taunusstraße 31 LageFlur: 81, Flurstück: 10                 | Das Objekt gehört zu der Gesamtanlage Historisches Fünfeck. Architekt/Planer: Karl Schultze | 1900      |       |
| | | Taunusstraße 33–35 LageFlur: 81, Flurstück: 103/7,104/8     | Das Objekt gehört zu der Gesamtanlage Historisches Fünfeck. Architekt/Planer: Carl von Roeßler | 1892      |       |
| | | Taunusstraße 49 LageFlur: 80, Flurstück: 18/9               | Das Objekt gehört zu der Gesamtanlage Historisches Fünfeck. Architekt/Planer: Wilhelm Kaufmann | um 1895   |       |
| Ehemaliges Hotel Intra                                                                             | Ehemaliges Hotel Intra                                                                             | Taunusstraße 51–53 LageFlur: 80, Flurstück: 37/8            | Das Objekt gehört zu der Gesamtanlage Historisches Fünfeck. Architekt/Planer: Wilhelm Boué | 1896      |       |
| | | Taunusstraße 55 LageFlur: 80, Flurstück: 15/6               | Das Objekt gehört zu der Gesamtanlage Historisches Fünfeck. Architekten: Zais und Stanislaus Wojtowski | 1892      |       |
| | | Taunusstraße 57 LageFlur: 80, Flurstück: 15/5               | Das Objekt gehört zu der Gesamtanlage Historisches Fünfeck. Architekten: Zais und Stanislaus Wojtowski | 1891      |       |
| Ehemalige Armen-Augenheilanstalt                                                                   | Ehemalige Armen-Augenheilanstalt                                                                   | Taunusstraße 59 LageFlur: 79, Flurstück: 252/18             | Das Objekt gehört zu der Gesamtanlage Historisches Fünfeck / Nerotal. | 1856–1857 |       |
| Ehemalige Augenheilanstalt                                                                         | Ehemalige Augenheilanstalt                                                                         | Taunusstraße 63 LageFlur: 79, Flurstück: 222/20             | Das Objekt gehört zu der Gesamtanlage Historisches Fünfeck. Architekt: Eugen Rückgauer (in Bauunternehmung Philipp Holzmann & Cie., Frankfurt am Main) Das überwiegend im spätklassizistischen Stil errichtete Gebäude wurde als private Klinik für den Augenarzt Hermann Pagenstecher errichtet. | 1909      |       |
| | | Taunusstraße 65–67 LageFlur: 79, Flurstück: 173/21,174/22   | Das Objekt gehört zu der Gesamtanlage Nerotal. | um 1872   |       |
| | | Taunusstraße 69 LageFlur: 79, Flurstück: 23/1               | Das Objekt gehört zu der Gesamtanlage Nerotal. | um 1865   |       |

## Walkmühlstraße
| Bild                                                                        | Bezeichnung | Lage                                                 | Beschreibung | Bauzeit   | Daten |
| --------------------------------------------------------------------------- | ----------- | ---------------------------------------------------- | --- | --------- | ----- |
|                                                                             |             | Walkmühlstraße 4 LageFlur: 73, Flurstück: 157        | Das Objekt gehört zu der Gesamtanlage: Nordwestliche Villengebiete Architekt/Planer: Hermann Reichwein                            | 1890      |       |
|                                                                             |             | Walkmühlstraße 30 LageFlur: 157, Flurstück: 18       | Das Objekt gehört zu der Gesamtanlage: Nordwestliche Villengebiete Architekt/Planer: Wilhelm Wendenius                            | 1896      |       |
|                                                                             |             | Walkmühlstraße 31 LageFlur: 157, Flurstück: 176/43   | Das Objekt gehört zu der Gesamtanlage: Nordwestliche Villengebiete Im Stil des Spätklassizismus in erhöhter Lage errichtete Villa | Um 1872   |       |
| Mächtiges, einer Mietetagenvilla ähnelndes Wohnhaus im Stil des Historismus |             | Walkmühlstraße 37 LageFlur: 157, Flurstück: 44       | Das Objekt gehört zu der Gesamtanlage: Nordwestliche Villengebiete                                                                | 1887      |       |
|                                                                             |             | Walkmühlstraße 52 LageFlur: 140, Flurstück: 25       | Das Objekt gehört zu der Gesamtanlage: Nordwestliche Villengebiete Architekt/Planer: Weber & Schmidt Eckvilla zur Van-Dyck-Straße | 1910      |       |
|                                                                             |             | Walkmühlstraße 58 LageFlur: 140, Flurstück: 13       | Das Objekt gehört zu der Gesamtanlage: Nordwestliche Villengebiete Architekt/Planer: Wilhelm Nickel                               | 1913–1915 |       |
|                                                                             |             | Walkmühlstraße 62/64 LageFlur: 139, Flurstück: 32,31 | Das Objekt gehört zu der Gesamtanlage: Nordwestliche Villengebiete Architekt/Planer: Wilhelm Nickel                               | 1911      |       |
|                                                                             |             | Walkmühlstraße 74 LageFlur: 139, Flurstück: 24       | Das Objekt gehört zu der Gesamtanlage: Nordwestliche Villengebiete Architekt/Planer: Friedrich Stallforth                         | 1912      |       |

## Walkmühltalanlage
| Bild                                       | Bezeichnung                                | Lage                                               | Beschreibung                                                                                      | Bauzeit | Daten |
| ------------------------------------------ | ------------------------------------------ | -------------------------------------------------- | ------------------------------------------------------------------------------------------------- | ------- | ----- |
| Kreuzkirche mit Gemeindehaus und Pfarrhaus | Kreuzkirche mit Gemeindehaus und Pfarrhaus | Walkmühltalanlage 3 LageFlur: 140, Flurstück: 27/6 | Das Objekt gehört zu der Gesamtanlage: Nordwestliche Villengebiete Architekt/Planer: Wilhelm Herr | 1957/58 |       |

## Weinbergstraße
| Bild                                                                            | Bezeichnung | Lage                                                        | Beschreibung                                                                     | Bauzeit | Daten |
| ------------------------------------------------------------------------------- | ----------- | ----------------------------------------------------------- | -------------------------------------------------------------------------------- | ------- | ----- |
|                                                                                 |             | Weinbergstraße 3 LageFlur: 31, Flurstück: 817/13            | Das Objekt gehört zu der Gesamtanlage: Nerotal Architekt/Planer: Wilhelm Boué    | 1895    |       |
|                                                                                 |             | Weinbergstraße 5 LageFlur: 31, Flurstück: 621/13            | Das Objekt gehört zu der Gesamtanlage: Nerotal Architekt/Planer: Hermann Frorath | 1900    |       |
|                                                                                 |             | Weinbergstraße 6 LageFlur: 31, Flurstück: 490/23            | Das Objekt gehört zu der Gesamtanlage: Nerotal Architekt/Planer: Hermann Frorath | 1892    |       |
|                                                                                 |             | Weinbergstraße 10 Lage                                      | Das Objekt gehört zu der Gesamtanlage: Nerotal Architekt/Planer: Sigmund Langrod | 1895    |       |
|                                                                                 |             | Weinbergstraße 12/14 LageFlur: 31, Flurstück: 642/20,641/20 | Das Objekt gehört zu der Gesamtanlage: Nerotal                                   | 1901    |       |
| Unter dem Einfluss von Historismus und Jugendstil als Landhaus errichtete Villa |             | Weinbergstraße 13 LageFlur: 31, Flurstück: 561/9            | Das Objekt gehört zu der Gesamtanlage: Nerotal Architekt/Planer: Franz M. Fabry  | 1902    |       |
|                                                                                 |             | Weinbergstraße 16 LageFlur: 31, Flurstück: 595/12           | Das Objekt gehört zu der Gesamtanlage: Nerotal Architekt/Planer: Carl Dormann    | 1898    |       |
|                                                                                 |             | Weinbergstraße 17 LageFlur: 31, Flurstück: 674/6            | Das Objekt gehört zu der Gesamtanlage: Nerotal Architekt/Planer: Ludwig Minner   | 1907    |       |
|                                                                                 |             | Weinbergstraße 18/20 LageFlur: 31, Flurstück: 12/3,12/3     | Das Objekt gehört zu der Gesamtanlage: Nerotal Architekt/Planer: Jacob Martin    | 1900    |       |
|                                                                                 |             | Weinbergstraße 28 LageFlur: 31, Flurstück: 6/2              | Das Objekt gehört zu der Gesamtanlage: Nerotal Architekt/Planer: Kurt Hoppe      | 1902    |       |
|                                                                                 |             | Weinbergstraße 33 LageFlur: 31, Flurstück: 858/2            | Das Objekt gehört zu der Gesamtanlage: Nerotal Architekt/Planer: Albert Wolff    | 1913    |       |

## Wilhelminenstraße
| Bild                                                       | Bezeichnung                          | Lage                                                 | Beschreibung | Bauzeit | Daten |
| ---------------------------------------------------------- | ------------------------------------ | ---------------------------------------------------- | --- | ------- | ----- |
| Sachgesamtheit Wilhelminenstraße 2-8                       | Sachgesamtheit Wilhelminenstraße 2-8 | Wilhelminenstraße 2 LageFlur: 78, Flurstück: 230/17  | Das Objekt gehört zu der Gesamtanlage Nerotal. Architekt: Wilhelm Rehbold                                                       | 1895    |       |
| Sachgesamtheit Wilhelminenstraße 2-8                       | Sachgesamtheit Wilhelminenstraße 2-8 | Wilhelminenstraße 4 LageFlur: 78, Flurstück: 229/17  | Das Objekt gehört zu der Gesamtanlage Nerotal. Architekt: Wilhelm Rehbold                                                       | 1895    |       |
| Sachgesamtheit Wilhelminenstraße 2-8                       | Sachgesamtheit Wilhelminenstraße 2-8 | Wilhelminenstraße 6 LageFlur: 78, Flurstück: 237/16  | Das Objekt gehört zu der Gesamtanlage Nerotal. Architekt: Wilhelm Rehbold                                                       | 1897    |       |
| Sachgesamtheit Wilhelminenstraße 2-8                       | Sachgesamtheit Wilhelminenstraße 2-8 | Wilhelminenstraße 8 LageFlur: 78, Flurstück: 239/16  | Das Objekt gehört zu der Gesamtanlage Nerotal. Architekt: Wilhelm Rehbold im Stil des Historismus mit Elementen des Jugendstils | 1897    |       |
|                                                            |                                      | Wilhelminenstraße 10 LageFlur: 78, Flurstück: 259/16 | Das Objekt gehört zu der Gesamtanlage Nerotal. Architekt: Wilhelm Rehbold                                                       | 1899    |       |
| 1902 im Stil des Historismus mit Elementen des Jugendstils |                                      | Wilhelminenstraße 14 LageFlur: 143, Flurstück: 34    | Das Objekt gehört zu der Gesamtanlage Nerotal. Architekt: Reinhard Hildner                                                      | 1902    |       |
|                                                            |                                      | Wilhelminenstraße 25 LageFlur: 141, Flurstück: 1     | Das Objekt gehört zu der Gesamtanlage Nerotal. Architekt: Franz M. Fabry                                                        | 1902    |       |
|                                                            |                                      | Wilhelminenstraße 33 LageFlur: 141, Flurstück: 14    | Das Objekt gehört zu der Gesamtanlage Nerotal. Architekt: Franz M. Fabry                                                        | 1902    |       |
|                                                            |                                      | Wilhelminenstraße 35 LageFlur: 141, Flurstück: 15    | Das Objekt gehört zu der Gesamtanlage Nerotal. Architekt: Carl Krell                                                            | 1899    |       |
|                                                            |                                      | Wilhelminenstraße 37 LageFlur: 141, Flurstück: 16    | Das Objekt gehört zu der Gesamtanlage Nerotal. Architekt: Carl Krell                                                            | 1900    |       |
|                                                            |                                      | Wilhelminenstraße 40 LageFlur: 145, Flurstück: 12    | Das Objekt gehört zu der Gesamtanlage Nerotal. Architekt: Carl Krell                                                            | 1901    |       |
|                                                            |                                      | Wilhelminenstraße 42 LageFlur: 145, Flurstück: 11/1  | Das Objekt gehört zu der Gesamtanlage Nerotal. Architekt: Carl Krell                                                            | 1904    |       |
|                                                            |                                      | Wilhelminenstraße 43 LageFlur: 141, Flurstück: 22    | Das Objekt gehört zu der Gesamtanlage Nerotal. Architekten: Heinrich Kayser und Karl von Großheim (Berlin)                      | 1902    |       |
|                                                            |                                      | Wilhelminenstraße 44 LageFlur: 145, Flurstück: 97/9  | Das Objekt gehört zu der Gesamtanlage Nerotal. Architekt: Gustav Martin Willett (1842–1904)                                     | 1899    |       |
|                                                            |                                      | Wilhelminenstraße 45 LageFlur: 141, Flurstück: 23    | Das Objekt gehört zu der Gesamtanlage Nerotal. Architekten: Heinrich Kayser und Karl von Großheim (Berlin)                      | 1902    |       |
|                                                            |                                      | Wilhelminenstraße 48 LageFlur: 145, Flurstück: 7     | Das Objekt gehört zu der Gesamtanlage Nerotal.                                                                                  | 1890    |       |
|                                                            |                                      | Wilhelminenstraße 49 LageFlur: 141, Flurstück: 25    | Das Objekt gehört zu der Gesamtanlage Nerotal. Architekt: Wilhelm Kaufmann                                                      | 1901    |       |
|                                                            |                                      | Wilhelminenstraße 52 LageFlur: 145, Flurstück: 5     | Das Objekt gehört zu der Gesamtanlage Nerotal. Architekt: Franz Berger                                                          | 1904    |       |